# 1993 XP
1993 XP är en asteroid i huvudbältet som upptäcktes 8 december 1993 av den japanska astronomen Takao Kobayashi vid Ōizumi-observatoriet.
Asteroiden har en diameter på ungefär 6 kilometer och den tillhör asteroidgruppen Eunomia.